# Xynias
Xynias is een geslacht van vlinders uit de familie van de prachtvlinders (Riodinidae), onderfamilie Riodininae.
Xynias werd in 1874 voor het eerst wetenschappelijk beschreven door Hewitson.

## Soorten
Xynias omvat de volgende soorten:
- Xynias lilacina Lathy, 1932
- Xynias lithosina (Bates, H, 1868)